# Oxyopes acleistus
Oxyopes acleistus là một loài nhện trong họ Oxyopidae.
Loài này thuộc chi Oxyopes. Oxyopes acleistus được Ralph Vary Chamberlin miêu tả năm 1929.